# Nouveau Jour
Albums de Dany Brillant
Havana
(1996) Dolce Vita
(2001)
Nouveau jour est le quatrième album de Dany Brillant, sorti en 1999 chez Columbia Records.

## Historique
Dany Brillant venait de quitter Warner pour Columbia. Son album Havana s'est très bien vendu, à plus de 200 000 exemplaires rien qu'en 1996. Il fit notamment la promotion de son album lors du Printemps de Bourges l'année suivante. Il se produit également pour la première fois sur la scène de l'Olympia,.
L'album est certifié disque d'or en 2000 (plus de 100 000 exemplaires vendus),. Il chantera notamment en première partie de Céline Dion au Stade de France, ainsi qu'au Palais des Sports.

## Titres
| 1.    | Toi et moi                       | Dany Brillant    | 4:00 |
| 2.    | Quand je s'rai beau              | Dany Brillant    | 3:55 |
| 3.    | Le destin t'a donné ta chance... | Dany Brillant    | 4:10 |
| 4.    | J'en ai assez                    | Dany Brillant    | 4:07 |
| 5.    | Comment c'est ton nom            | Dany Brillant    | 3:25 |
| 6.    | Dieu                             | Dany Brillant    | 3:46 |
| 7.    | Garde la danse                   | Dany Brillant    | 5:09 |
| 8.    | Nous avions décidé               | Dany Brillant    | 4:30 |
| 9.    | Tout est dans les yeux           | Dany Brillant    | 3:48 |
| 10.   | Hier encore                      | Charles Aznavour | 4:07 |
| 41:00 |                                  |                  |      |

## Classement hebdomadaire et certifications
| Pays          | Meilleure position | Certification |
| ------------- | ------------------ | ------------- |
| France (SNEP) | 19                 | Or            |